# Hermonassa stigmatica
Hermonassa stigmatica är en fjärilsart som beskrevs av W. Warren 1912. Hermonassa stigmatica ingår i släktet Hermonassa och familjen nattflyn. Inga underarter finns listade i Catalogue of Life.